# گوایانیلا، پورتوریکو
گوایانیلا (به انگلیسی: Guayanilla) یک منطقهٔ مسکونی در ایالات متحده آمریکا است که در پورتوریکو واقع شده‌است.
 گوایانیلا ۱۰۹٫۹ کیلومتر مربع مساحت و ۲۱٬۵۸۱ نفر جمعیت دارد و ۴۹ متر بالاتر از سطح دریا واقع شده‌است.